# 管庄站
管庄站，规划建设阶段曾称杨闸站，是一个位于中国北京市朝阳区管庄地区建国路、京塘路近双桥东路，属于北京地铁八通线的地铁车站。未来平谷线（22号线）也将在此设站。

## 历史
八通线车站2003年12月27日启用，2012年8月9日起安装半高屏蔽门。 2012年9月底前屏蔽门安装主体工程已完工。
平谷线车站2023年12月12日实现主体结构封顶，转入风亭、出入口等车站附属结构的施工，成为该线朝阳段首座主体结构封顶的车站。

## 车站结构

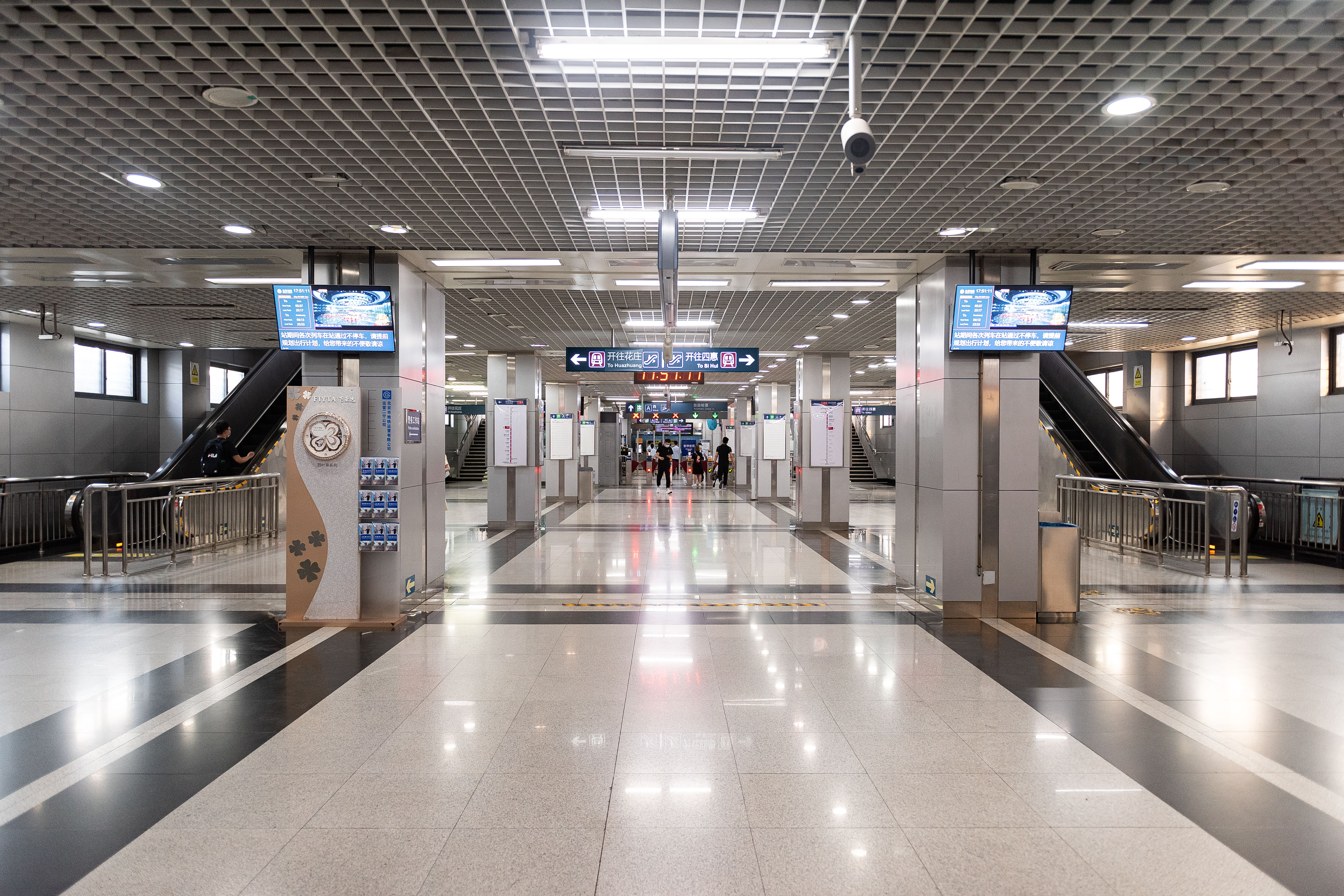
站厅

既有八通线车站为地上二层侧式车站。平谷线车站主体则采用地下三层四线、侧式叠落站台形式，总长度为369.6米，两端为三层明挖，中间为双层站台暗挖跨路。附属结构共设置5个出入口、1处换乘通道、3个安全出口、2个无障碍电梯口、2组风亭。车站两端区间均采用盾构法施工。

### 车站楼层
| 地上二层 站台层 | 侧式站台，右側開門              | 侧式站台，右側開門               |
| 地上二层 站台层 | █ 八通线往古城（1号线）（双桥） |                                  |
| 地上二层 站台层 | █ 八通线往环球度假区（八里桥）  |                                  |
| 地上二层 站台层 | 侧式站台，右側開门              |                                  |
| 地上一层 站厅层 | 站厅                            | 客务中心、自动售票机、进出站闸机 |
| 地下一层        | 出入口                          |                                  |

## 译名问题

### 全网线路图
本站的英文在2019年12月版本的线路图中改为Guaan Zhuang，与15号线关庄站区分。若依照汉语拼音译写，管庄站会与同音不同调的15号线关庄站（关）名称相同。大多人认为将“Guǎn”译写作“Guaan”是套用类似“山西（Shanxi）”与“陕西（Shaanxi）"拼写区分时采用国语罗马字关于“上声母音双写”的规则，然而拼音“Guǎn”在国语罗马字中实应拼作“Goan”。2021年12月版的线路图中，本站英文名称改为“Guǎnzhuang”，同时15号线关庄站标作“Guānzhuang”。但在2022年12月版本的线路图中，管庄站的英文名称被重新更改为“Guaanzhuang”，15号线关庄站亦改回“Guanzhuang”。

### 管庄站站内及出入口

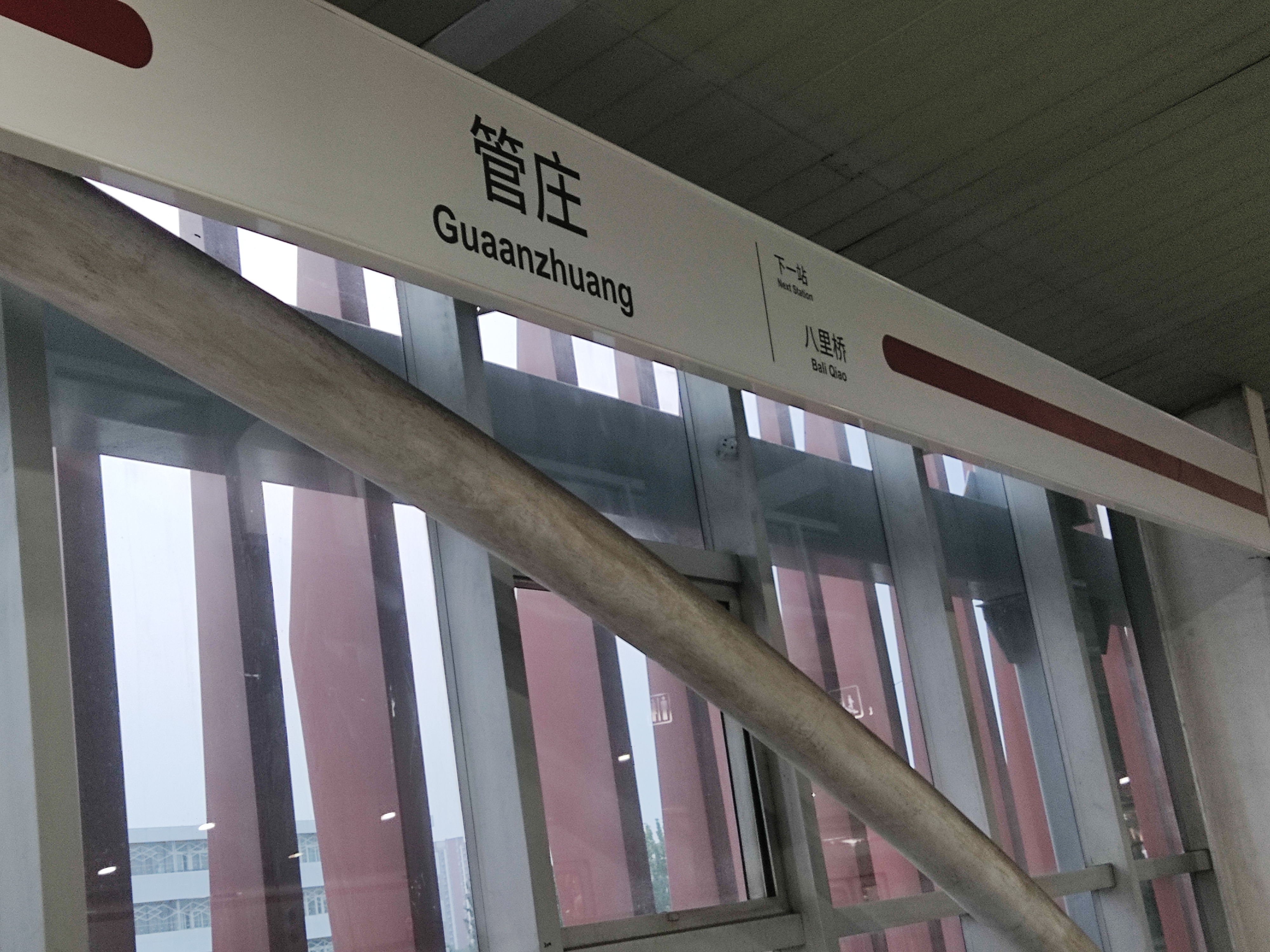
1号线与八通线贯通运营版站内线路图更新时，该站站内翻译已改为Guaanzhuang。

1号线与八通线贯通运营版站内线路图更新时，该站站内翻译已改为Guaanzhuang。但截至2024年9月，站外出口的英文翻译未做任何修改，仍为Guanzhuang Station。

## 位置
这个站位于京通快速路。
- 加装屏蔽门前的管庄站
（2010年5月摄）
- 管庄站（下）及其他站，在通州区拍摄（2014年10月摄）
- 管庄站外景
（2014年5月摄）

## 出入口
管庄站一共有2个出入口（分为6个分支出入口），全部在地下通道内且无自动扶梯或直梯。
|                                                |                |                              |      |            |
| 编号                                           | 指示           | 建议前往的目的地             | 照片 | 无障碍设施 |
| 出口 · A · 1                                   | 建国路（北侧） | 管庄乡人民政府               |      | 不適用     |
| 出口 · A · 2                                   | 建国路（北侧） |                              |      | 不適用     |
| 出口 · A · 3                                   | 建国路（南侧） | 西会公园                     |      | 不適用     |
| 出口 · A · 4                                   | 建国路（南侧） | 双会小区、东会新村           |      | 不適用     |
| 出口 · B · 1 · 无障碍通道标志 · 轮椅辅助车标志 | 建国路（北侧） | 双桥东路                     |      |            |
| 出口 · B · 2 · 无障碍通道标志 · 轮椅辅助车标志 | 建国路（南侧） | 双桥东路、双会小区、东会新村 |      |            |
| 註： 設有 \| 設有輪椅輔助車                    |                |                              |      |            |